# Sphaerodactylus scapularis
Sphaerodactylus scapularis е вид влечуго от семейство Sphaerodactylidae. Видът е уязвим и сериозно застрашен от изчезване.

## Разпространение и местообитание
Разпространен е в Еквадор и Колумбия.
Обитава градски и гористи местности.